# Kaiserpokal 1976
Der Kaiserpokal 1976 war die 56. Austragung des Kaiserpokals, des höchsten japanischen Fußballpokalwettbewerbs. Sieger des Wettbewerbs waren die Furukawa Electric.

## Ergebnisse

### 1. Runde
|                     | Ergebnis |                       |
| ------------------- | -------- | --------------------- |
| Universität Fukuoka | 2:1      | Tanabe Pharmaceutical |
| Nippon Kokan        | 1:3      | Yomiuri               |
| Teijin Matsuyama    | 0:4      | Toyo Industries       |
| Yamaguchi Teachers  | 0:2      | Kyoto Shiko Club      |
| Nihon-Universität   | 0:2      | Yamaha Motors         |
| Chūō-Universität    | 2:0      | Gonohe City Hall      |
| Yanmar Club         | 2:1      | Honda Motors          |
| Fujita Industries   | 5:0      | Dainichi Nippon Cable |
| Niigata Eleven      | 1:4      | Toyota Motors         |
| Universität Sapporo | 0:6      | Waseda-Universität    |

### Achtelfinale
|                    | Ergebnis        |                             |
| ------------------ | --------------- | --------------------------- |
| Yanmar Diesel      | 5:2             | Universität Fukuoka         |
| Yomiuri            | 1:2             | Toyo Industries             |
| Eidai              | 2:0             | Kyoto Shiko Club            |
| Yamaha Motors      | 3:3 (2:3 i. E.) | Nippon Steel                |
| Hitachi            | 2:0             | Chūō-Universität            |
| Yanmar Club        | 0:2             | Furukawa Electric           |
| Fujita Industries  | 3:0             | Toyota Motors               |
| Waseda-Universität | 0:1             | Mitsubishi Heavy Industries |

### Viertelfinale
|                   | Ergebnis |                             |
| ----------------- | -------- | --------------------------- |
| Yanmar Diesel     | 2:1      | Toyo Industries             |
| Eidai             | 0:1      | Nippon Steel                |
| Hitachi           | 2:3      | Furukawa Electric           |
| Fujita Industries | 2:0      | Mitsubishi Heavy Industries |

### Halbfinale
|                   | Ergebnis |                   |
| ----------------- | -------- | ----------------- |
| Yanmar Diesel     | 1:0      | Nippon Steel      |
| Furukawa Electric | 4:0      | Fujita Industries |

### Finale
|               | Ergebnis |                   |
| ------------- | -------- | ----------------- |
| Yanmar Diesel | 1:4      | Furukawa Electric |